# Emtricitabin
Emtricitabin (kratica FTC) je tioanalog citidina, nukleozidni zaviralec reverzne transkriptaze, ki zavira tudi DNK-polimeraze in je učinkovit proti HIV-u in virusu hepatitisa B. Na trgu je pod zaščitenim imenom Emtriva. Na trgu je tudi kombinirana tableta s tenofovirjem (Truvada). Kombinacija treh protiretrovirusnih učinkovin, emtricitabina, tenofovirja in efavirenza, je bila s strani ameriškega Urada za prehrano in zdravila odobrena 12. julija 2006 in je utržena pod zaščitenim imenom Atripla.

## Mehanizem delovanja
Emtricitabin je analog citidina in zavira reverzno transkriptazo, encim, ki omogoča pretvorbo virusne RNK v DNK. Zaviranje te bistvene stopnje v podvojevanju virusa pomaga pri znižanju virusnega bremena v bolnikovem telesu ter posredno poveča število celic imunskega sistema, in sicer podvrsto limfocitov T, imenovanih celice CD4+. Oba mehanizma omogočata izboljšanje delovanja imunskega sistema in zmanjšata tveganje za pojav resnih bolezni.

## Indikacije

### Okužba z virusom HIV
Emtricitabin je v kombinaciji z drugimi protiretrovirusnimi učinkovinami indiciran za zdravljenje okužbe z virusom HIV pri odraslih.

### Okužba z virusom HBV
Emtricitabin izkazuje tudi klinično učinkovitost proti virusu hepatitisa B (HBV). Pri posameznikih s kronično okužbo zdravljenje z emtricitabinom dosega znatno histološko, virološko in biokemijsko izboljšanje. Varnostni profil emtricitabina je primerljiv s placebom. Vendar emtricitabin ne pozdravi ne okužbe z virusom HIV ne okužbe z virusom HBV. V študiji, ki je zajemala bolnike z okužbo s hepatitisom B, so se simptomi ponovno pojavili pri 23 % bolnikov, po tem, ko so prenehali z zdravljenjem z emtricitabinom.  Tudi pri okužbi z virusom HIV se podvojevanje virusa nadaljuje, če je zdravljenje prekinjeno.
Emtricitabin nima dovoljenja za uporabo pri okužbi z virusom HBV. Kot zdravila, ki se uporabljajo zoper okužbo z virusom HIV, bi bilo smiselno uporabljati tudi zdravila proti virusu HBV v kombinaciji več učinkovin hkrati, s čimer se zmanjša možnost za pojav odpornih virusnih sevov. Tudi protiretrovirusna učinkovina lamivudin je učinkovita proti virusu hepatitisa B in je dostopna na trgu, vendar tudi ta ne zavre popolnoma virusnega podvojevanja, kar dovoljuje možnost, da se pojavijo odporni sevi. Učinkovitost amtricitabina v kombinaciji z drugimi zdravili proti HBV-ju še ni bila dokazana; klinične študije še potekajo.

## Neželeni učinki
V klinični praksi so neželeni učinki pri uporabi emtricitabina redki. Najpogosteje se pojavljajo driska, glavobol, navzea in izpuščaj. Po navadi se pojavljajo v blagi do zmerni obliki, v klinični študiji je zaradi neželenih učinkov moral zdravljenje opustiti 1 odstotek bolnikov. Hiperpigmentacija kože, ki običajno prizadene dlani in stopala, se pojavlja pri manj kot 2 % bolnikov in to skorajda izključno pri bolnikih črnskega porekla.
Med hujšimi neželenimi učinki se lahko pri bolnikih pojavita hepatotoksičnost (škodljivo delovanje na jetra) ali laktična acidoza.